# Jacques-Philippe d’Orneval
Jacques-Philippe d’Orneval (* im 17. Jahrhundert in Paris; † 1766 ebenda) war ein französischer Dramatiker.

## Leben und Werk
Jacques-Philippe d’Orneval, über dessen Leben man wenig weiß, ist vor allem bekannt als Mitautor zahlreicher Stücke für das Pariser Jahrmarktstheater (französisch: Théâtre de la Foire oder auch: Opéra-Comique).  Er verfasste sie zusammen mit Alain-René Lesage, Jacques Autreau, Louis Fuzelier, Alexis Piron oder Joseph de La Font (1686–1725).

## Werke

### Werke mit anderen
- Le Théâtre de la Foire, ou l’Opéra-comique contenant les meilleures pièces qui ont été représentées aux Foires de S. Germain et de S. Laurent. Hrsg. Lesage et d’Orneval. 10 Bde. Paris 1721–1737. 2 Bde. Slatkine, Genf 1968.
- Le théâtre de la foire, la comédie italienne et l’opéra-comique. Recueil de pièces choisies jouées de la fin du XVIIe siècle aux premières années du XIXe siècle avec étude historique, notes et tables chronologiques 1658–1720. Hrsg. Auguste Poitevin (pseud. Maurice Drack). Paris 1889. Slatkine, Genf 1970.
- Le Théâtre de la foire au XVIIIe siècle. Hrsg. Dominique Lurcel. Paris 1983. (10/18)
- (mit Lesage und Fuzelier) Le théâtre de la Foire, ou l’Opéra-comique. Hrsg. Dominique Lurcel. Gallimard, Paris 2014.

### Deutsch
- Der verliebte Werber. Eine neue Comödie in einem Akte. Herzogliches Hoftheater <Gotha> 1777. (französisches Original nicht ermittelt)